# Віруси-сателіти
Віруси-сателіти (англ. Satellite viruses) — субвірусні агенти, нездатні будувати капсиди самостійно, тому що їх геноми не містять всі необхідні для цього гени. Для розмноження вірусу-сателіту необхідно зараження клітини-господаря іншим вірусом, після чого вірус-сателіт, використовуючи білки (ферменти або структурні білки), що виробляються іншим вірусом, змушує клітину-господаря створювати свої нові віріони.
Деякі віруси-сателіти в процесі розмноження частково пригнічують виробництво віріонів іншого вірусу, по суті надпаразитами, за що були названі вірофагами (за аналогією з бактеріофагами). Так, вірофаг Супутник (Mimivirus-dependent virus Sputnik) - вірус-сателіт, що розмножується в амебах, заражених мімівірусом (Acanthamoeba polyphaga mimivirus), зменшує відтворення останнього.

## Властивості вірусів-сатлітів
До типових властивостей сателітів відносяться:
- однонитковий геном, довжина якого коливається від 500 до 2000 нуклеотидів;
- низький ступінь подібності їх нуклеотидних послідовностей з такими вірусними помічниками;
- здатність викликати симптоми захворювань, не властиві вірусу помічникові;
- порушення реплікації вірусу помічника в процесі власної реплікації.